# Тім Вілкінсон
Тім Вілкінсон (англ. Tim Wilkison; нар. 23 листопада 1959) — колишній американський тенісист.
Найвищу одиночну позицію світового рейтингу — 23 місце досяг 29 вересня 1986, парну — 21 місце — 31 липня 1989 року.
Здобув 6 одиночних та 10 парних титулів.
Найвищим досягненням на турнірах Великого шолома були півфінали в парному розряді.
Завершив кар'єру 1993 року.

## Фінали за кар'єру

### Одиночний розряд: 15 (6–9)
| Результат | W-L | Дата | Турнір                          | Покриття   | Суперник                   | Рахунок                 |
| --------- | --- | ---- | ------------------------------- | ---------- | -------------------------- | ----------------------- |
| Поразка   | 0–1 | 1977 | Окленд, Нова Зеландія           | Трава      | Віджай Амрітрадж           | 6–7, 7–5, 1–6, 2–6      |
| Перемога  | 1–1 | 1978 | Sydney International, Австралія | Трава      | Кім Ворвік                 | 6–3, 6–3, 6–7, 3–6, 6–2 |
| Перемога  | 2–1 | 1979 | Окленд, Нова Зеландія           | Тверде     | Петер Фейгль               | 6–3, 4–6, 6–4, 2–6, 6–2 |
| Поразка   | 2–2 | 1980 | Окленд, Нова Зеландія           | Тверде     | Джон Седрі                 | 4–6, 6–3, 3–6, 4–6      |
| Поразка   | 2–3 | 1980 | Мауї, США                       | Тверде     | Еліот Телчер               | 6–7, 3–6                |
| Поразка   | 2–4 | 1981 | Окленд, Нова Зеландія           | Тверде     | Білл Скенлон               | 7–6, 3–6, 6–3, 6–7, 0–6 |
| Перемога  | 3–4 | 1981 | Sydney Outdoor, Австралія       | Трава      | Кріс Льюїс                 | 6–4, 7–6, 6–3           |
| Перемога  | 4–4 | 1982 | Окленд, Нова Зеландія           | Тверде     | Расселл Сімпсон (тенісист) | 6–4, 6–4, 6–4           |
| Поразка   | 4–5 | 1984 | Норт-Конвей, США                | Ґрунт      | Йоакім Нюстром             | 2–6, 5–7                |
| Поразка   | 4–6 | 1984 | Базель, Швейцарія               | Тверде (i) | Йоакім Нюстром             | 3–6, 6–3, 4–6, 2–6      |
| Перемога  | 5–6 | 1984 | Відень, Австрія                 | Килим (i)  | Павел Сложил               | 6–1, 6–1, 6–2           |
| Перемога  | 6–6 | 1985 | Нансі, Франція                  | Килим (i)  | Слободан Живоїнович        | 4–6, 7–6, 9–7           |
| Поразка   | 6–7 | 1986 | Атланта, США                    | Килим (i)  | Кевін Каррен               | 6–7, 6–7                |
| Поразка   | 6–8 | 1986 | Ньюпорт, США                    | Трава      | Білл Скенлон               | 5–7, 4–6                |
| Поразка   | 6–9 | 1987 | Бристоль, Англія                | Трава      | Келле Евернден             | 4–6, 6–7                |

### Парний розряд: 24 (10–14)
| Результат | W-L   | Дата | Турнір                      | Покриття   | Партнер          | Суперники                           | Рахунок       |
| --------- | ----- | ---- | --------------------------- | ---------- | ---------------- | ----------------------------------- | ------------- |
| Поразка   | 0–1   | 1979 | Норт-Конвей, США            | Ґрунт      | Джон Седрі       | Йон Ціріак Гільєрмо Вілас           | 4–6, 6–7      |
| Поразка   | 0–2   | 1980 | Окленд, Нова Зеландія       | Тверде     | Джон Седрі       | Петер Фейгль Род Фролі              | 2–6, 5–7      |
| Перемога  | 1–2   | 1980 | Манчестер, Англія           | Трава      | Джон Седрі       | Денніс Ролстрон Роско Теннер        | 6–7, 7–5, 6–2 |
| Поразка   | 1–3   | 1980 | Melbourne Indoor, Австралія | Килим (i)  | Джон Седрі       | Фріц Бунінг Ферді Тейган            | 1–6, 2–6      |
| Перемога  | 2–3   | 1981 | Окленд, Нова Зеландія       | Тверде     | Ферді Тейган     | Тоні Грем Білл Скенлон              | 7–5, 6–1      |
| Перемога  | 3–3   | 1981 | Відень, Австрія             | Килим (i)  | Стів Дентон      | Семмі Джаммалва Фред Макнеер        | 4–6, 6–3, 6–4 |
| Поразка   | 3–4   | 1982 | Тайбей, Тайвань             | Килим (i)  | Фред Макнеер     | Ларрі Стефанкі Роберт Вант Гоф      | 3–6, 6–7      |
| Поразка   | 3–5   | 1984 | Барі, Італія                | Ґрунт      | Марсел Фріман    | Станіслав Бірнер Лібор Пімек        | 6–2, 6–7, 4–6 |
| Поразка   | 3–6   | 1984 | Базель, Швейцарія           | Тверде (i) | Стефан Едберг    | Павел Сложил Томаш Шмід             | 6–7, 2–6      |
| Перемога  | 4–6   | 1984 | Treviso, Італія             | Ґрунт      | Павел Сложил     | Ян Гуннарссон Шервуд Стюарт         | 7–5, 6–3      |
| Поразка   | 4–7   | 1984 | Тулуза, Франція             | Тверде (i) | Павел Сложил     | Ян Гуннарссон Мікаель Мортенсен     | 4–6, 2–6      |
| Поразка   | 4–8   | 1985 | Базель, Швейцарія           | Тверде (i) | Марк Діксон      | Тім Галліксон Том Галліксон         | 6–4, 4–6, 4–6 |
| Перемога  | 5–8   | 1986 | Ньюпорт, США                | Трава      | Віджай Амрітрадж | Едді Едвардс Франсіско Гонсалес     | 4–6, 7–5, 7–6 |
| Поразка   | 5–9   | 1987 | Лос-Анджелес, США           | Тверде     | Бред Гілберт     | Кевін Каррен Девід Пейт             | 3–6, 4–6      |
| Перемога  | 6–9   | 1987 | Відень, Австрія             | Килим (i)  | Мел Перселл      | Еміліо Санчес Вікаріо Хав'єр Санчес | 6–3, 7–5      |
| Поразка   | 6–10  | 1988 | Торонто, Канада             | Тверде     | Ендрю Кастл      | Кен Флек Роберт Сегусо              | 6–7, 3–6      |
| Перемога  | 7–10  | 1988 | Рай-Брук, США               | Тверде     | Ендрю Кастл      | Джеремі Бейтс Мікаель Мортенсен     | 4–6, 7–5, 7–6 |
| Поразка   | 7–11  | 1988 | Сан-Франциско, США          | Килим      | Скотт Девіс      | Джон Макінрой Марк Вудфорд          | 4–6, 6–7      |
| Перемога  | 8–11  | 1988 | Скоттсдейл, США             | Тверде     | Скотт Девіс      | Рік Ліч Джим П'ю                    | 6–4, 7–6      |
| Поразка   | 8–12  | 1988 | Йоганнесбург, ПАР           | Тверде (i) | Гері Мюллер      | Кевін Каррен Девід Пейт             | 6–7, 4–6      |
| Поразка   | 8–13  | 1989 | Мемфіс, США                 | Тверде (i) | Скотт Девіс      | Пол Еннекон Хрісто ван Ренсбург     | 6–7, 7–6, 1–6 |
| Поразка   | 8–14  | 1989 | Ріо-де-Жанейро, Бразилія    | Килим      | Патрік Макінрой  | Хорхе Лосано Тодд Вітскен           | 6–2, 4–6, 4–6 |
| Перемога  | 9–14  | 1989 | Бристоль, Англія            | Трава      | Пол Чемберлен    | Майк Де Палмер Гері Доннеллі        | 7–6, 6–4      |
| Перемога  | 10–14 | 1989 | Лівінгстон, США             | Тверде     | Тім Павсат       | Келле Евернден Семмі Джаммалва      | 7–5, 6–3      |